# Неймеген
Не́ймеген (нидерл. Nĳmegen, МФА: [ˈnɛi̯ˌmeːɣə(n)]), ранее Нимвеген (нем. Nimwegen) — город в восточной части Нидерландов, в провинции Гелдерланд, на реке Ваал (один из рукавов в дельте Рейна). Население — 179 тыс. жителей (2022). Территория — 57,53 км².
Это древнейший город Нидерландов, основан римлянами, в 2005 году ему исполнилось 2000 лет.
Переживал подъём во времена династии Каролингов. 
В составе Ганзы активно участвовал в международной торговле. 
Причастен к событиям буржуазной революции против испанского господства. Стал местом подписания договоров, завершивших Голландскую войну 1672—1678 годов.
Сильно пострадал из-за ожесточённых сражений во время Второй мировой войны, как при германском вторжении в 1940, так и при освобождении союзниками в 1944. 
В послевоенное время преобладание левых политических активистов на выборах. Были случаи  привлечения для борьбы со сквоттингом больших сил полиции и даже армии.
Сохранились или восстановлены после разрушений некоторые исторические и архитектурные памятники средневековья. Действуют несколько музеев и университет.

## Историческая справка
Древнейший город в Нидерландах, в римские времена известен как Batavodurum, позднее Noviomagus. Первое упоминание связано с возведением римскими войсками в долине рек Ваал и Рейн военной крепости в начале I века н. э. Рядом с крепостью появилось небольшое поселение под названием Oppidum Batavorum (лат. «городок батавов»), которое было разрушено в ходе восстания против римского владычества, но потом возродилось и разрослось благодаря торговле.
«Золотой век» Неймегена — эпоха Каролингов, когда здесь находился королевский пфальц (дворец). В 1230 году император Священной Римской империи Фридрих II даровал Неймегену городские привилегии. Через 17 лет, в 1247 году город вошёл в состав владений графства Гельдерн в обеспечение неуплаченных долгов, а поскольку они так и не были уплачены, то он так и остался в составе графства, а впоследствии провинции Гелдерланд.

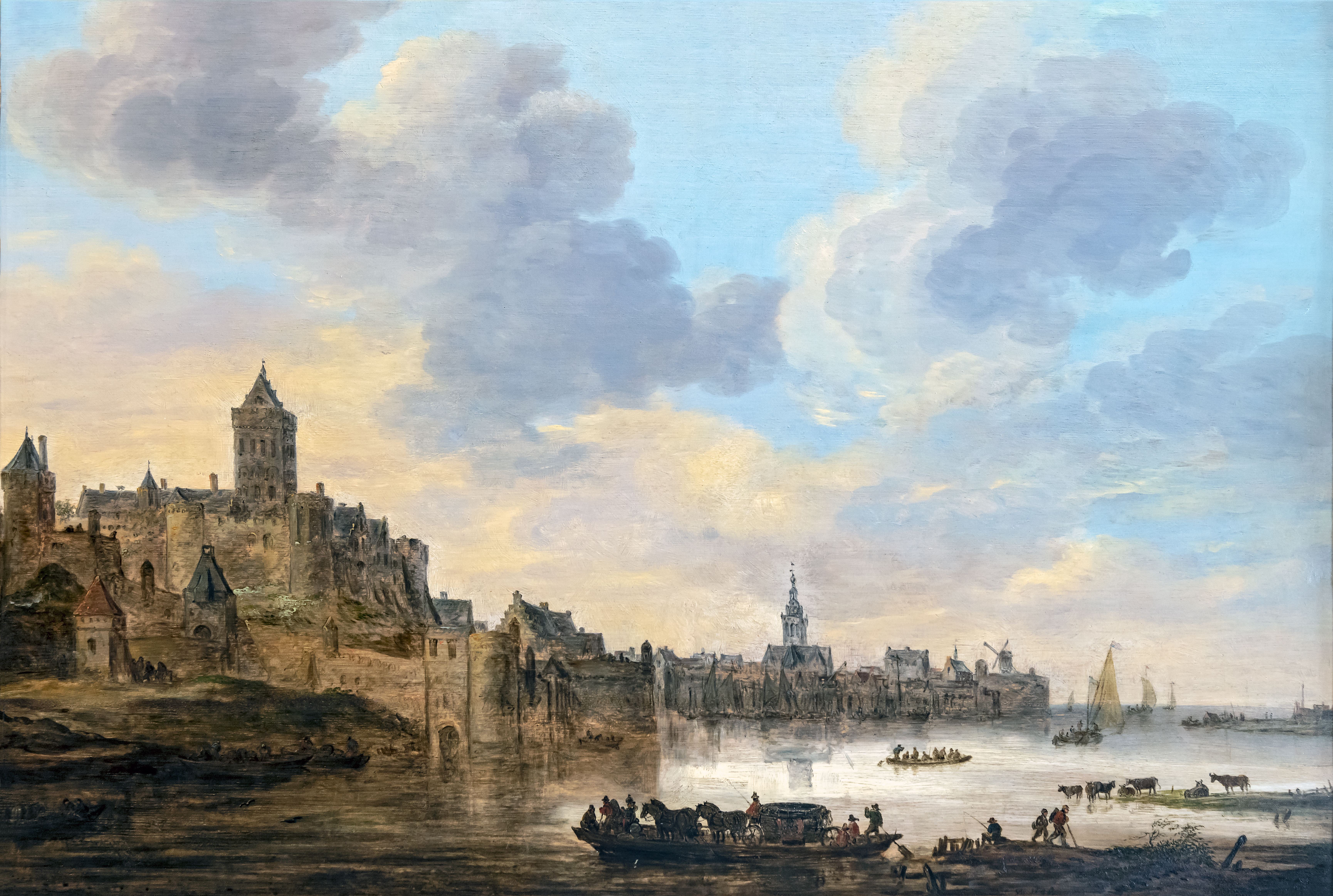
Вид на порт города Нейменген
Ян ван Гойен, между 1638—1653

В Средние века Неймеген — вольный город, член Ганзейского союза (с 1364 года). В 1473 году был взят войском бургундского герцога Карла Смелого. В XVI веке с началом Нидерландской революции выступил против испанского владычества на стороне Утрехтской унии. Во время войн Людовика XIV был взят французами (в 1672 году), здесь были подписаны исторические мирные договоры 1678—1679 годов.
Оставался главным городом Гелдерланда до оккупации французами в 1794 году, когда столица была перенесена в Арнем. До 1878 году город был укреплён и рассматривался как ключевая пограничная крепость. Однако после франко-прусской войны окружавшие город древние крепостные укрепления были признаны бесполезными и снесены.
В 1940 году Неймеген стал первым городом Нидерландов, в который вторглись немецкие войска. Во время Второй мировой войны Неймеген подвергся разрушению в связи с высадкой в городе американского десанта и тяжёлыми боями в 1944 году. В ходе послевоенной реконструкции в городе был отстроен новый городской центр, где очень мало зданий, уцелевших после войны. Также город пострадал из-за того, что на его территории развернулся театр боевых действий в ходе операции «Маркет Гарден».
После войны Неймеген известен своей левой политической ориентацией. В 1981 году засквотированный в центре города квартал штурмовали силы полиции и армии, включавшие 200 штурмовых грузовика, 3 танка «Леопард», 3 бронетранспортёра, вертолёт, 1200 полицейских и 750 военнослужащих. В 2005 году в Неймегене был убит леворадикальный активист и разоблачитель противоправной деятельности полиции и спецслужб Луи Севеке. Большинство в горсовете сейчас за силами левее центра: Социалистической партией, Зелёными левыми, Партией труда, Демократами 66.

## Культура
В Неймегене действуют Университет имени святого Радбода Утрехтского с медицинским уклоном (1923), городской музей и музей Соколиного подворья (1999, собрание античных древностей), театр, концертный зал.
Наиболее древние здания в Неймегене — 16-гранный баптистерий (освящён в 799 году) и развалины церкви XII века. Эти остатки резиденции времён Карла Великого можно увидеть в парке Соколиное подворье (Valkhof). Императорская резиденция была разрушена викингами, возобновлена Фридрихом Барбароссой в 1155 году и окончательно уничтожена французскими революционерами в 1796 году.

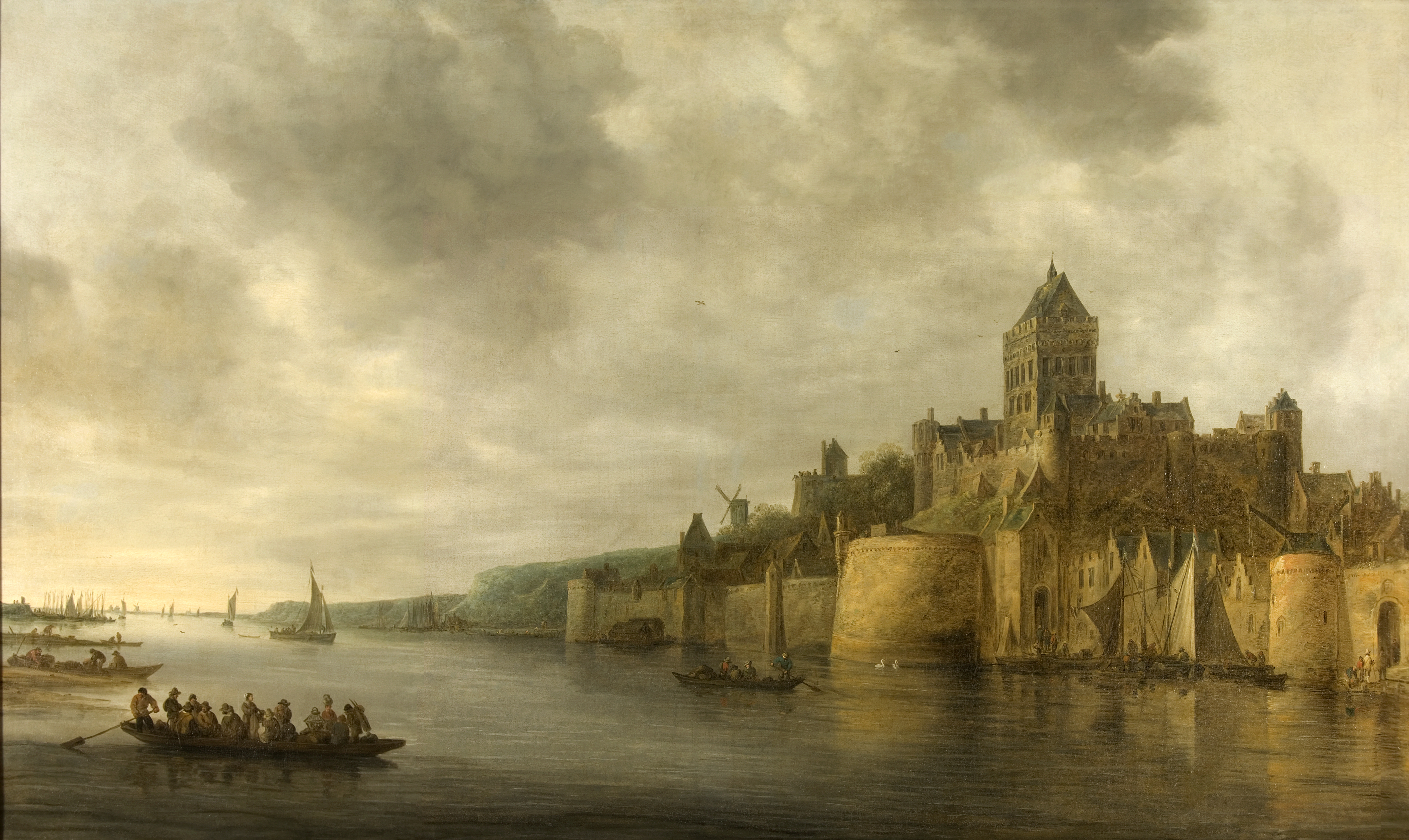
Нимвеген в XVII веке

Самые значительные здания в центре города — Большая церковь (Grote Kerk) св. Стефана и ренессансная ратуша (1554) — были восстановлены после Второй мировой войны. Другие примечательные здания: латинская школа (1544-1545), дом мер и весов (1612), современная церковь во имя местного уроженца — св. Петра Канизия (1960).
Город получил известность как пункт старта (каждый третий вторник июля) ежегодного Международного четырёхдневного пешего марша.
В 1994 году в Неймегене была основана дум/дэт-группа Another Messiah.

### Музеи
- Национальный музей велосипедов «Велорама»

## Спорт
В городе базируется профессиональный футбольный клуб НЕК, выступающий в высшем дивизионе чемпионата Нидерландов.

## Города-побратимы
У Неймегена пять городов-побратимов:
- Псков, Россия (с 1987)[4]
- Масайя (исп. Masaya), Никарагуа
- Газиантеп (тур. Gaziantep), Турция
- Олбани (англ. Albany), США
- Хигасимацуяма (яп. 東松山市), Япония (с 1996)

## Известные уроженцы и жители
- Деккерс, Дафне — нидерландская актриса, сценарист, журналистка
- Маргарита, принцесса Бурбон-Пармская (род. 1972)
- Свирс, Исаак (1622—1673) — нидерландский адмирал, флотоводец XVII века
- Эдди Ван Хален (1955—2020)— американский гитарист-виртуоз нидерландского происхождения, младший брат Александра Ван Халена
- Амира Виллигхаген (род. 2004) — певица
- Майя Хакворт (род. 1966) — певица
- Герард Гельденхауэр (1482–1542) – историк, гуманист, богослов.
- Якоб Гиннекен (1877—1945) – нидерландский учёный-лингвист.

## Галерея

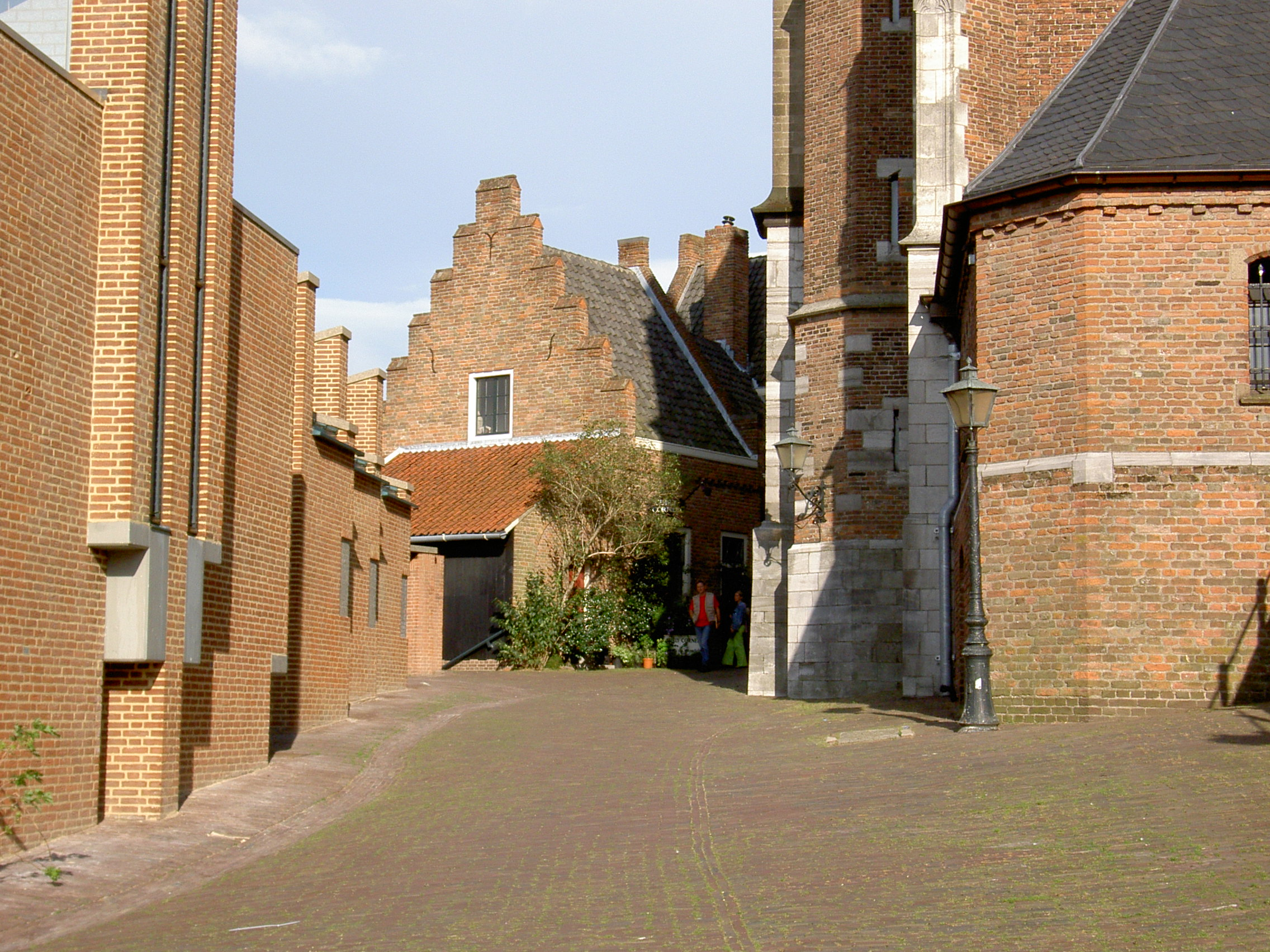
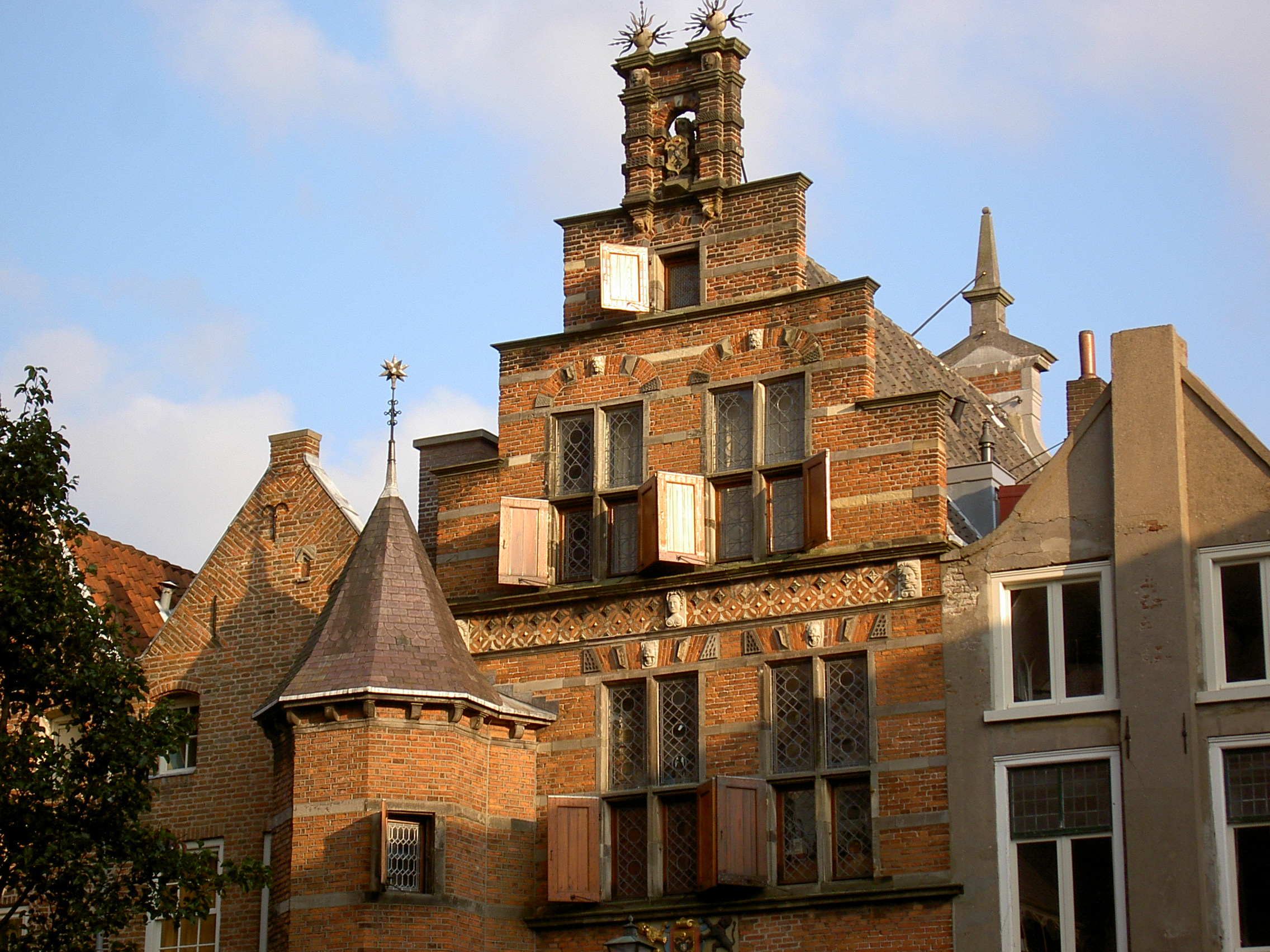
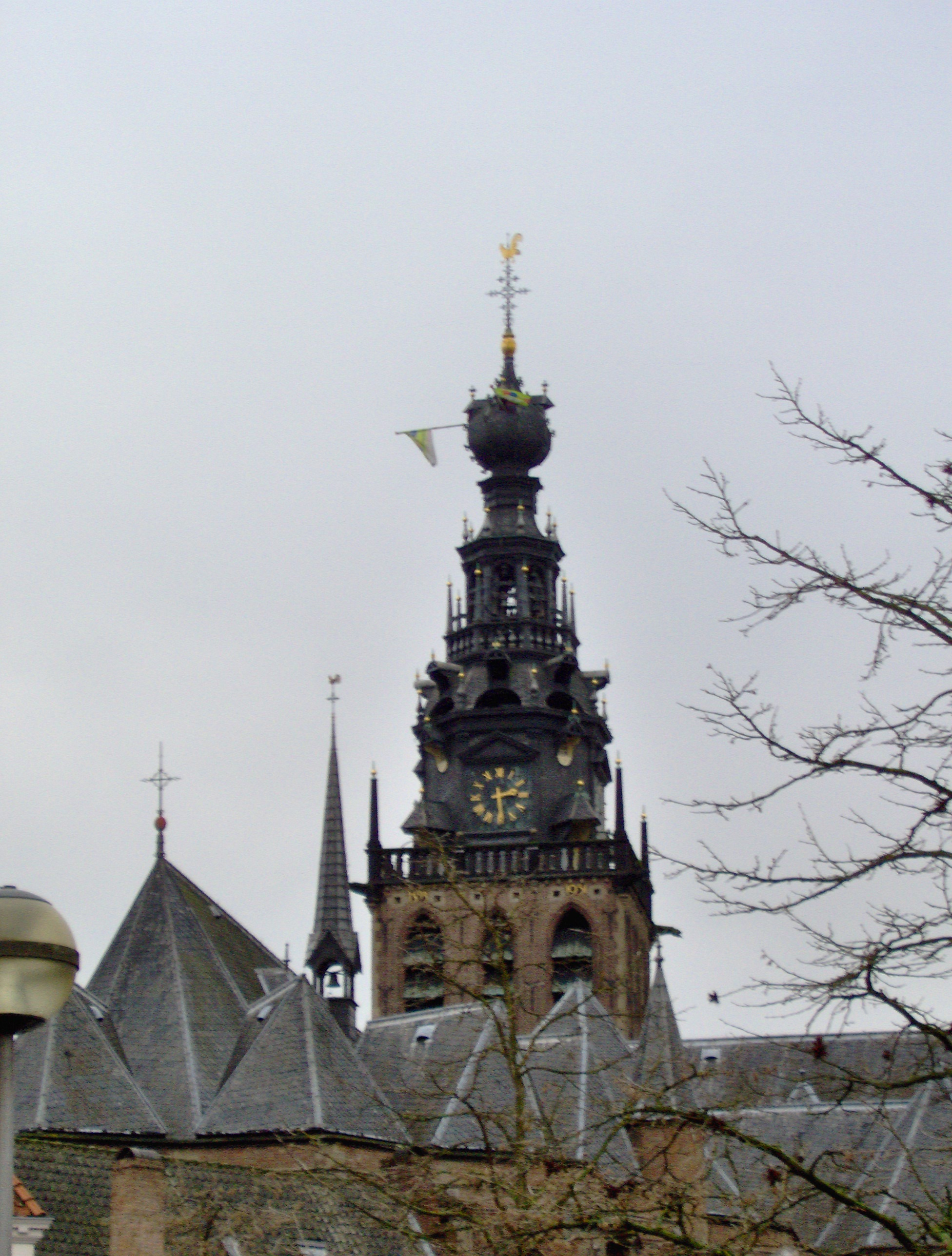